# Judith Bhering
Judith Bhering é um bairro do município brasileiro de Coronel Fabriciano, no interior do estado de Minas Gerais. Localiza-se no distrito Senador Melo Viana, estando situado no Setor 6. Segundo o censo demográfico de 2022, realizado pelo Instituto Brasileiro de Geografia e Estatística (IBGE), sua população era de 860 habitantes e havia 286 domicílios particulares permanentes ocupados.
De acordo com o IBGE, em 2010 a população era de 886 habitantes e havia 250 domicílios particulares.
O bairro surgiu na década de 1990, após a área ser loteada pela Empreendimentos Imobiliários Oliveira Ltda. O nome homenageia a professora antoniodiense Judith Bhering (1918–1986), que foi casada com Roldão Alves Torres (1905–1975), com quem teve 12 filhos.

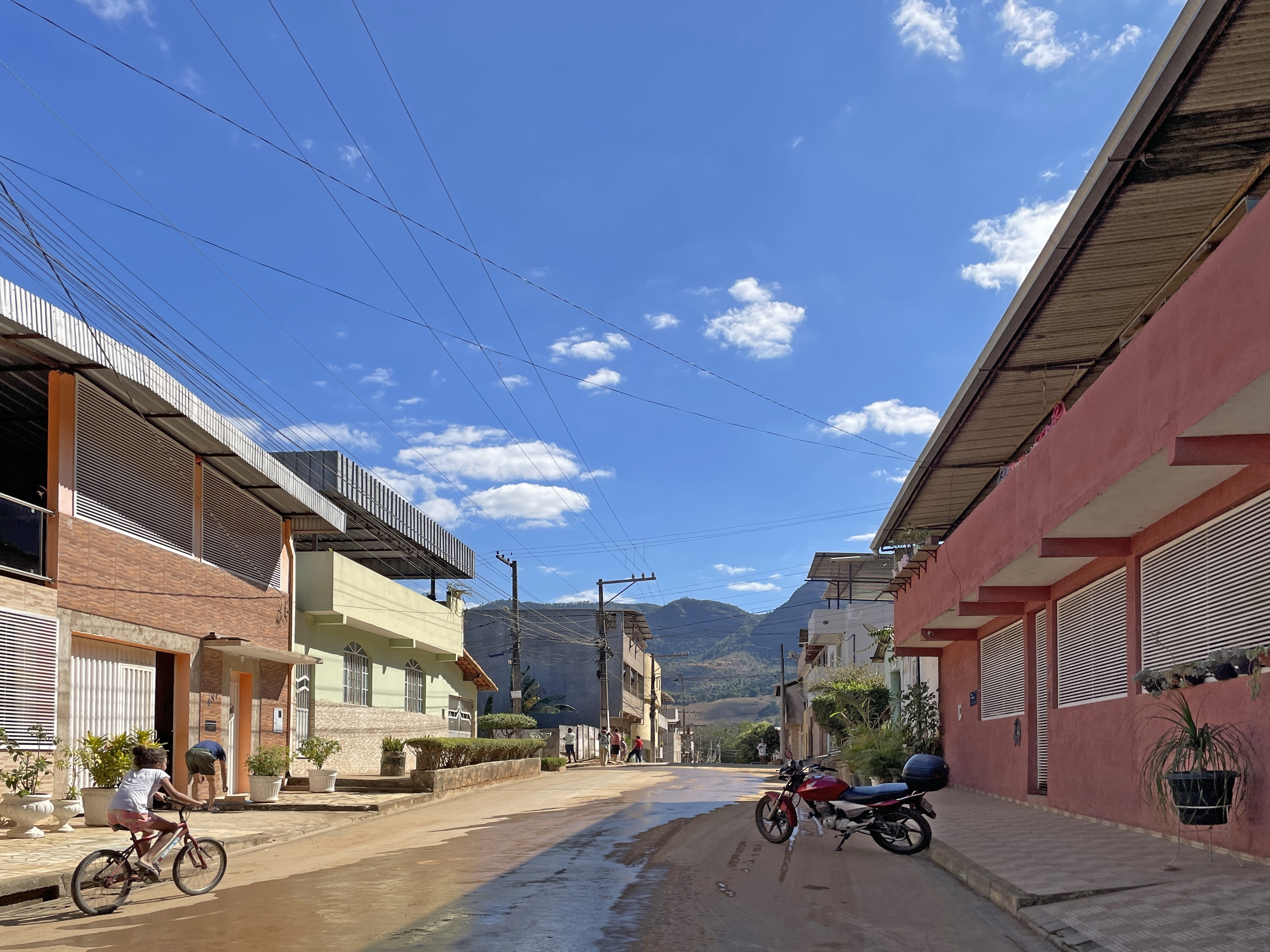
Rua Profetas no interior do bairro
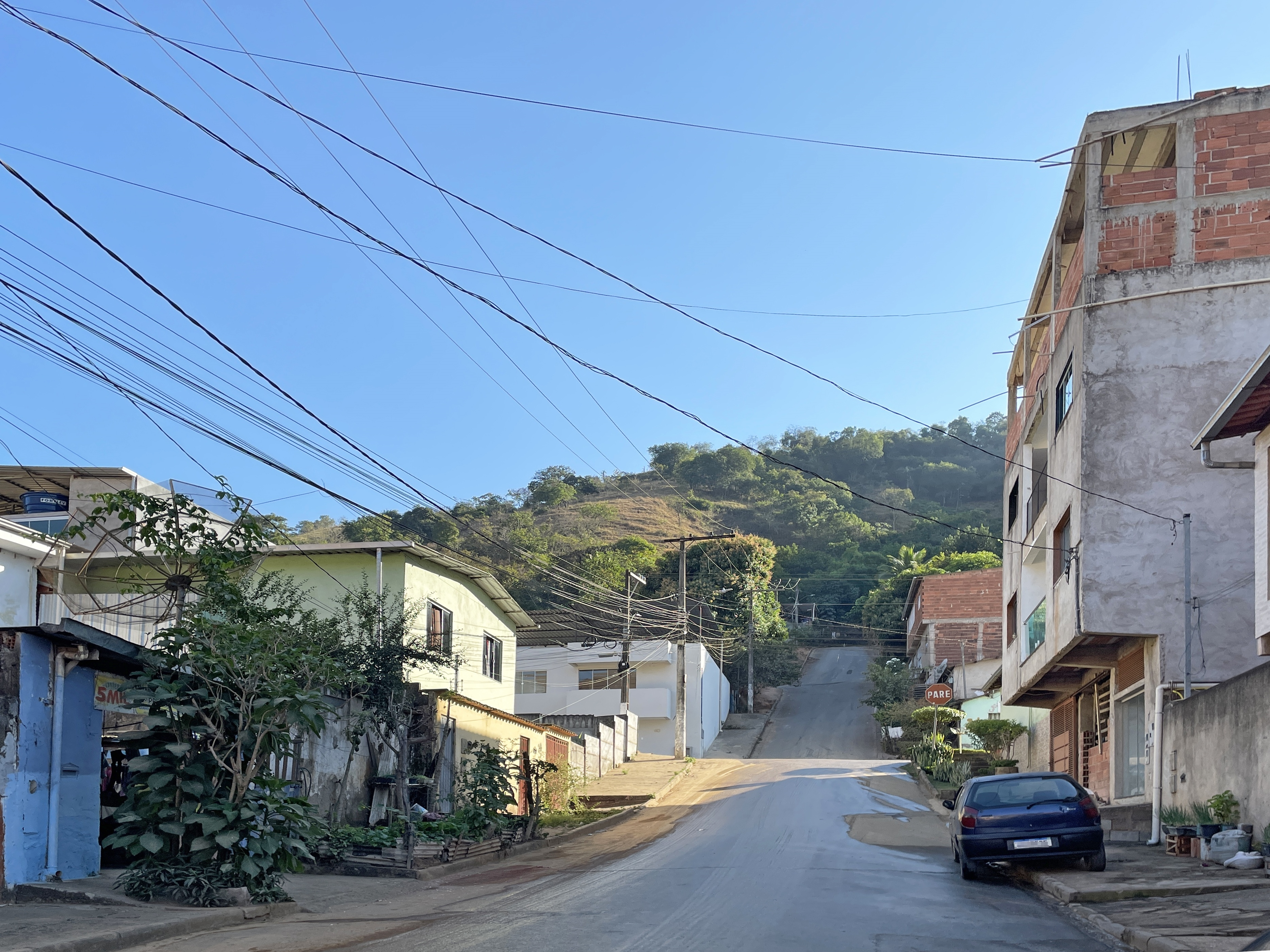
Rua Gálatas
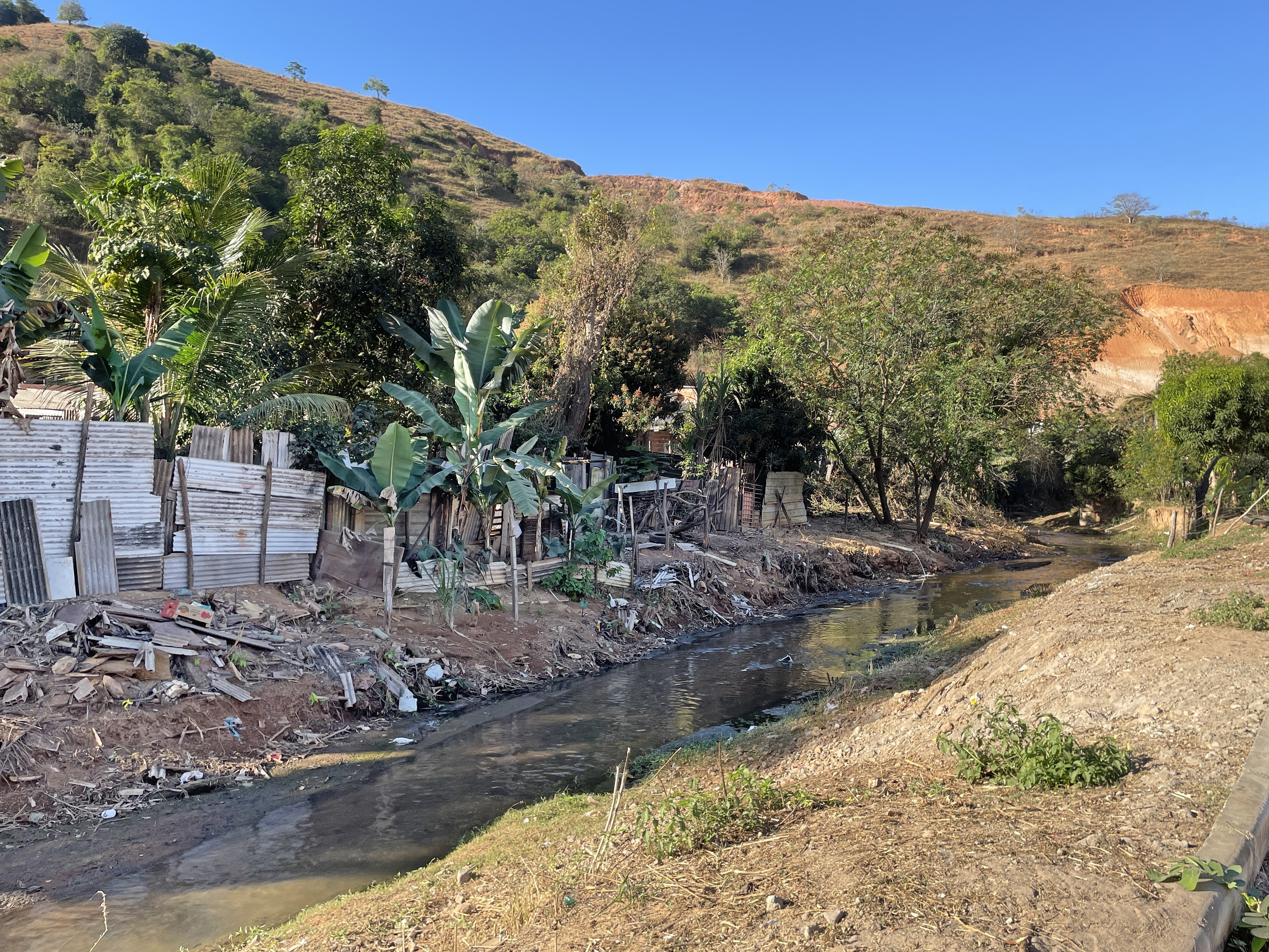
Ribeirão Caladão entre os bairros Judith Bhering e Frederico Ozanan